# Wandsbek Markt (métro de Hambourg)
 (juillet 2023).
Si vous disposez d'ouvrages ou d'articles de référence ou si vous connaissez des sites web de qualité traitant du thème abordé ici, merci de compléter l'article en donnant les références utiles à sa vérifiabilité et en les liant à la section « Notes et références ».
Wandsbek Markt (en allemand : U-Bahnhof Wandsbek Markt) est une station de la ligne U1 du métro de Hambourg. Elle se situe dans le quartier de Wandsbek, sous la Wandsbeker Marktplatz (de).

## Situation sur le réseau

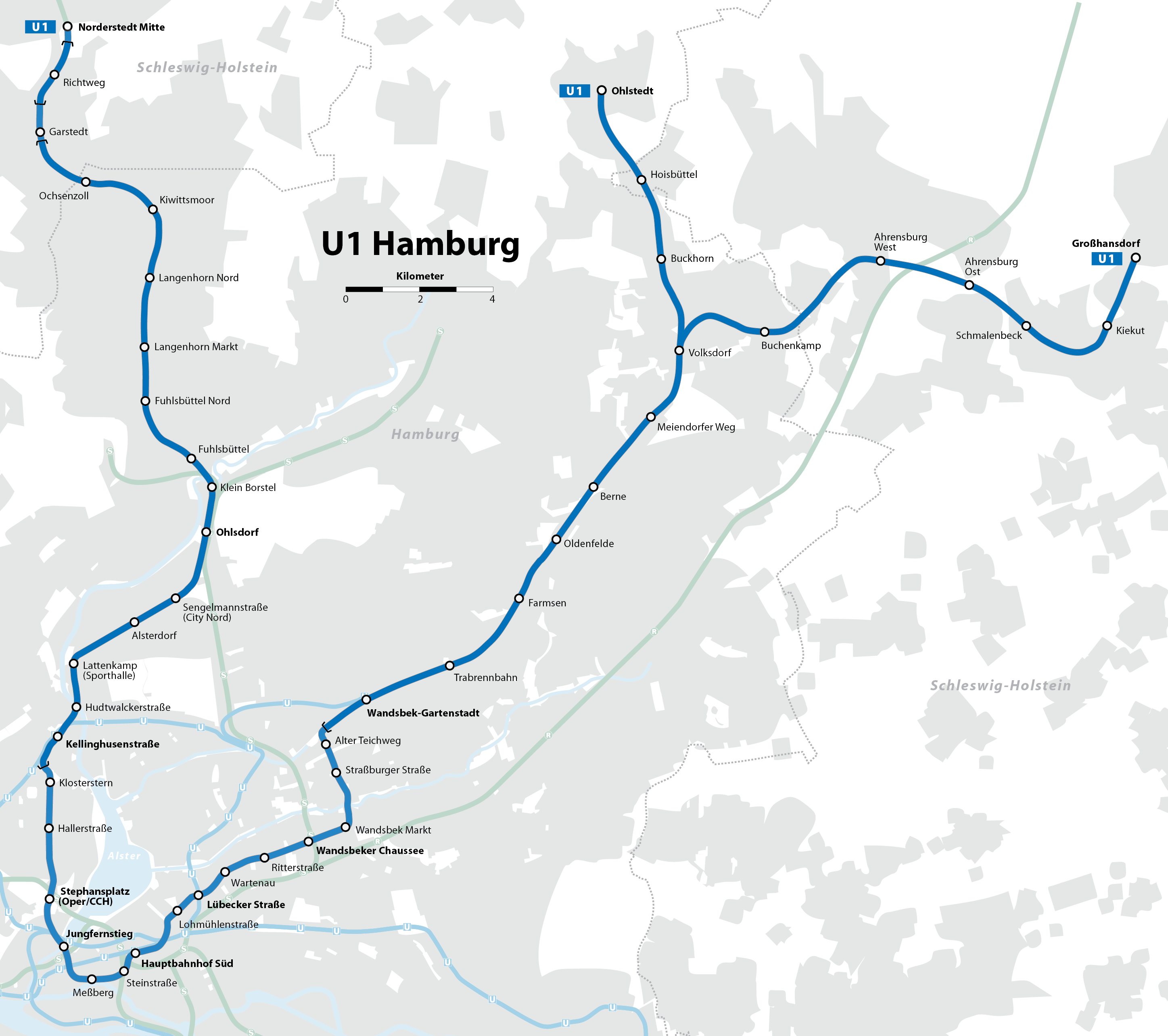
Plan de la Ligne U1 du métro de Hambourg.

## Histoire
Une extension de la ligne KellJung (Kellinghusenstraße–Jungfernstieg) est prévue comme la première extension du réseau du métro de Hambourg après la Seconde Guerre mondiale. Elle doit aller de Jungfernstieg par Meßberg et la gare centrale à Wandsbek et Farmsen, où elle devait se connecter à la Walddörferbahn. S'écartant de la planification initiale, il est décidé le 18 février 1959 de terminer la nouvelle route à Wandsbek-Gartenstadt. En plus d'importantes économies sur les coûts de construction, le district densément peuplé de Dulsberg bordant Wandsbek au nord pourrait être connecté.
La station de métro Wandsbek Markt est construite sous la Wandsbeker Marktplatz, où se trouvaient auparavant un petit parc et une zone pour un marché hebdomadaire. Comme l'ensemble de l'itinéraire, elle est construite dans une construction ouverte, pour laquelle le service de tramway direct vers le centre-ville de Hambourg est complètement interrompu à partir de 1960 et remplacé par un service de bus très dense. L'ouverture a lieu le 28 octobre 1962. Wandsbek Markt est le terminus jusqu'au 4 août 1963, date à laquelle le dernier tronçon de la ligne vers Wandsbek-Gartenstadt ouvre.
Lors de son ouverture, la station conçue par Jürgen Elingius (de) et Gottfried Schramm (de) est considérée comme le moyen de transfert entre le métro et les bus le plus moderne d'Europe et devient un modèle pour les stations de métro de Burgstraße (ouverte en 1967) et Billstedt (ouverte en 1969). La gare routière conçue par Heinz Graaf (de) au-dessus de la station de métro est conçue pour 60 bus par heure et 30 000 passagers par jour, en particulier comme point central pour les lignes de bus des quartiers est de Jenfeld, Tonndorf et Rahlstedt. Dans les années 2020, le nombre est passé à 110 bus par heure et 50 000 passagers, ce qui en fait la plus grande gare routière locale d'Allemagne.
L'augmentation considérable du nombre de passagers rend nécessaire la conversion du système de 2000 à 2003, ce qui affecte la station de métro dans une moindre mesure. Certaines entrées peu utilisées sont fermées, des parties du quai sont surélevées et un ascenseur est installé, de sorte que la gare est désormais sans obstacle. L'ascenseur relie la plate-forme et le niveau intermédiaire est avec la nouvelle place au-dessus, d'où l'on peut atteindre la gare routière. Un point de service HVV (de) et un restaurant McDonald's sont ajoutés au niveau intermédiaire. Lorsque la gare routière est repensée par les architectes Friedhelm Grundmann (de) et Mathias Hein, les sorties vers le métro sont également repensées : par exemple la peintre Gisela Grundmann conçoit des suspensions de plafond en forme de nuage au-dessus des escaliers mécaniques.

## Architecture
La gare avec un quai central se trouve au bout d'un long tronçon de tunnel partant de la gare centrale en direction nord-est, avant que celui-ci ne s'infléchisse vers le nord-nord-ouest dans une courbe à 90° sous la Wandsbeker Allee. Il y a une installation d'inversion avec deux voies d'inversion, l'une derrière l'autre, au milieu.
Conçu par le bureau d'architecture Schramm et Jürgen Elingius, les tuiles rectangulaires dominent dans la gare. Alors que les carreaux de sol de la mezzanine et de la plate-forme sont gris clair et gris foncé, les murs du hall de la plate-forme sont revêtus de carreaux émaillés et donc réfléchissants dans différentes nuances de gris, de bleu et de turquoise. Les plafonds sont peints en blanc.

## Services aux voyageurs

### Accès et accueil
Il y a un niveau intermédiaire à l'extrémité ouest et est de la gare pour l'accès à la gare, mais aussi pour les piétons pour traverser les rues passantes. Alors que la mezzanine à l'ouest est assez petite et, avec quatre escaliers, est principalement utilisée pour accéder à la gare, il y a un complexe beaucoup plus grand avec des magasins et une croix sur le côté est, à partir duquel de nombreux escaliers mènent à la gare routière et les rues autour de la gare, ainsi qu'un centre commercial, le Wandsbek Quarree. À l'origine, il y avait un autre couloir qui suivait la courbe du métro directement au-dessus du tunnel et menait à des escaliers à l'angle nord-est de Wandsbeker Markt. Comme ce corridor était peu utilisé et difficile à surveiller, il est fermé en 2000.

### Intermodalité
La gare routière de Wandsbek au-dessus offre des connexions à six lignes de Metrobus et à de nombreuses autres lignes de bus en direction de Barmbek, Bramfeld, Rahlstedt, Jenfeld, Tonndorf, Barsbüttel et Billbrook.